# LG Optimus
LG Optimus é uma linha de smartphones da LG Electronics que roda o sistema operacional Android. São exemplos desses, o LG Optimus Black, 2X, L1, L3, L4, L5, L6, L7, L8, L9, One, Hub, Me, G e além de muitos outros. A linha de Smartphones LG tem de aparelhos Dual Chip até aparelhos que exibem imagens em 3D sem a necessidade de óculos.

## Modelos

### LG Optimus L3
O LG Optimus L3 é um smartphone com sistema Android desenvolvido e fabricado pela LG Electronics. Foi anunciado em março de 2012 na Mobile World Congress de 2012 junto dos aparelhos LG Optimus L5 e LG Optimus L7. O Optimus L3 possui o Android 2.3 Gingerbread.

### LG Optimus L7
O LG Optimus L7 (P705) é um smartphone com sistema Android desenvolvido e fabricado pela LG Electronics. Foi anunciado em março de 2012 na Mobile World Congress de 2012 junto dos aparelhos LG Optimus L3 e LG Optimus L5. O Optimus L7 possui o Android 4.0.4 Ice Cream Sandwich.

### LG Optimus L9
O LG Optimus L9 é um smartphone desenvolvido e fabricado pela LG Electronics. Foi lançado em 31 de outubro de 2012 com o Android 4.0.4 Ice Cream Sandwich embarcado. Foi desenvolvido como topo de linha da L Series sendo o sucessor do LG Optimus L7. O LG Optimus L9 traz muitas melhorias em relação ao seu predecessor, incluindo: gravação de vídeo FullHD 1080p, melhora na resolução da tela, aumento da memória RAM e um processador dual-core.
Apesar de não receber mais atualizações de software pela fabricante, tendo parado de receber na versão 4.1.2, desenvolvedores portam as últimas versões do Android para o aparelho, sendo possível obter as versões posteriores ao 4.0 Ice Cream Sandwich, até a versão 5.0.1 Lollipop, esta ultima que apresenta uma grande economia de bateria, superando a versão original da LG.

#### Variantes
A LG oferece cinco diferentes variações do Optimus L9, com o nome do modelo sendo P760, P765, P768, P769 e P778, sendo essas 3 primeiras. As diferenças são:
- As versões P765 e P768 não possuem NFC;[6]
- A câmera da versão P768 possui 8MP, enquanto as outras possuem 5MP;[6]
- A tela da versão P769 possui 4.5 polegadas, enquanto as outras possuem 4.7.[7]

### LG Optimus 2X
O LG Optimus 2X é um smartphone projetado e fabricado pela LG Electronics. O Optimus 2X é o primeiro smartphone do mundo com um processador dual-core. É o terceiro smartphone da série LG Optimus-Android, sendo lançado em 16 de dezembro de 2010 e tornou-se o primeiro dispositivo disponível para os consumidores na Coreia do Sul em janeiro de 2011. Também foi lançada em Singapura em 3 de março de 2011.  O Optimus 2X tem o sistemeta operacional Android 2.3 desde sua atualização lançada em Janeiro 2012.

#### Hardware
O LG Optimus 2X detém o Recorde Mundial do Guinness por ser o primeiro smartphone a usar um processador dual-core. Também é o primeiro smartphone a apresentar o Nvidia Tegra 2, um processador dual-core com clock de 1 GHz. Tem uma de 4 polegadas TFT LCD IPS capacitiva touch-screen, apresentando 16,7 milhões de cores, 480 × 800 pixels. Ele tem câmera de 8 megapixel que é capaz de gravar e reproduzir vídeos em Full HD (1080p). O Optimus 2x também conta com uma saída micro HDMI.

#### Variações de nomenclatura
- LG Optimus Speed
- LG Optimus 2X
- LG Optimus Dual
- LG O2X
- LG P990
- LG P999
- LG Star
- LG Star Dop
- T-Mobile G2x